# 루이 르노 (법학자)

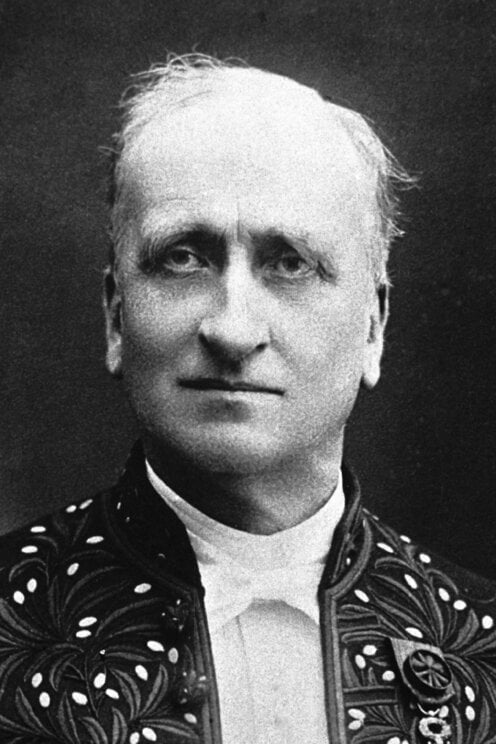
루이 르노

루이 르노(Louis Renault, 1843년 5월 21일 ~ 1918년 2월 8일)는 프랑스의 법학자, 중재 재판관, 법률가로, 1907년 에르네스토 테오도로 모네타와 함께 노벨 평화상을 수상했다. 루이는 어턴에서 태어났다. 1868년부터 1873년도까지 그는 로마와 상업 법의 교수로서 디혼 대학교에서 있었다. 1890년도에 그는 법학컨설턴트로 임명되어서 외무부에서 일을 했다. 그는 프랑스 외교 정책을 감사하면서 국제법에 대해 많은 연구를 했다. 그는 그 능력으로 많은 회의에 참석하기도 했다. 가장 유명한 것으로는 1899년도와 1907년도의 헤이그 컨벤션과 1908년부터 1909년도까지의 런던 해상 컨퍼런스가 있다.
루이는 재판관으로서 아주 유명했다. 1905년도의 일본 국내 세금 문제와 1909년도의 카사 블랑카 케이스, 1911년도의 사바카 케이스, 그리고 1913년도의 카세지 사건, 1913년도의 마누바 케이스는 아주 유명한 사건들이다. 국제법에 관한 그의 전문적인 글과 기사들은 그 것들을 포함하고 있다.
그의 친구와 함께 그는 상업법에 대해서 여러 가지 연구를 발표했다.
1868년부터 1873년까지 디종 대학교에서 로마법, 상법 교수를 지냈으며 1873년부터 사망할 때까지 파리 대학교 법학과 교수를 지냈고 1881년에는 국제법 교수로 임명되었다. 1890년에는 프랑스 외교부로부터 국제법 학자로 임명되었다.